# Американське нумізматичне товариство
Американське нумізматичне товариство (англ. American Numismatic Society, ANS) — нумізматичне товариство, що займається вивченням монет і медалей. Засноване 1858 року. Знаходиться в Нью-Йорку.

## Діяльність
Товариство публікує щорічник «American Journal of Numismatics» (" Американський журнал нумізматики "), дворічник «Numismatic Literature» («Нумізматична література»), журнал American Numismatic Magazine, а також книжки, присвячені монетам і медалям.
Товариство також має нумізматичний музей, колекція якого є найбільшою в Північній Америці й однією з найбільших у світі й становить 800 000 об'єктів. Осідок товариства знаходиться на Мангеттені за адресою Fulton Street 75. Окрім нумізматичного музею тут розташована одна з найбільших нумізматичних бібліотек світу, відкрита для науковців, студентів та всіх, хто цікавиться нумізматикою. Товариство займається оцифруванням своїх колекцій. Одним з онлайн-проектів товариства є база даних «Online Coins of the Roman Empire» Товариство бере участь в онлайн проекті Nomisma.org
Товариство входить до American Council of Learned Societies (Американська рада наукових товариств).

## Публікації
- American Numismatic Society magazine. ; серійне видання: Періодичне: тричі на рік ; New York, N.Y. : The Society. (OCLC 49932131)
- Zecca the mint of Venice in the Middle Ages ; Alan M Stahl; American Numismatic Society.; NetLibrary, Inc. Baltimore, Md. : Johns Hopkins University Press in Association with the American Numismatic Society, New York, 2000. (OCLC 51481229)
- Coinage of the Americas. ; Theodore V Buttrey; American Numismatic Society; New York, American Numismatic Society, 1973. (OCLC 805040)
- The American Numismatic Society, 1858—1958, ; Howard L Adelson; American Numismatic Society. New York, 1958. (OCLC 2575442)
- Roman medallions ; J M C Toynbee; American Numismatic Society. New York, American Numismatic Society, 1944. (OCLC 2671468)